# Bertl von Massow
Bertl von Massow (* 24. Juli 1921; † 27. Februar 1983 in Hamburg) hat sich in der Organisation des internationalen Fernschachs einen Namen gemacht.

## Privates
Bertl von Massow war verheiratet mit Hans-Werner von Massow, der auch maßgeblich am Aufbau des internationalen Fernschachs beteiligt war.

## BdF
Bertl von Massow leitete ab 1947 gemeinsam mit ihrem Mann die Geschäftsstelle der Arbeitsgemeinschaft deutscher Fernschachfreunde (ab 1952: Bund deutscher Fernschachfreunde, BdF), dem heutigen Deutschen Fernschachbund. Hier war sie mehr als 30 Jahre tätig. Für diese Verdienste wurde sie 1959 Ehrenmitglied im BdF.

## Weltfernschachverband ICCF
1960 übernahm sie die Aufgaben des verstorbenen Eberhardt Wilhelm: Sie wurde Leiterin des Turnierbüros der Europa-Fernturniere. Dieses Amt hatte sie bis zu ihrem Tode inne.
1966 erhielt sie vom ICCF den Titel Internationaler Schiedsrichter, 1971 wurde sie Ehrenmitglied des ICCF.

## Ehrungen nach dem Tode
1983 legte der ICCF ihr zum Gedenken die Bertl von Massow-Medaille auf. Mit der Medaille in Gold werden Personen ausgezeichnet, die sich mindestens 15 Jahre lang um das internationale Fernschach verdient gemacht haben. Die Medaille in Silber wird für 10-jährige Verdienste verliehen. 1996 startete das Bertl von Massow-Memorial, ein Turnier, an dem sich die stärksten Fernschachspieler beteiligten.
| Personendaten    | Personendaten               |
| ---------------- | --------------------------- |
| NAME             | Massow, Bertl von           |
| KURZBESCHREIBUNG | deutsche Schachfunktionärin |
| GEBURTSDATUM     | 24. Juli 1921               |
| STERBEDATUM      | 27. Februar 1983            |
| STERBEORT        | Hamburg                     |